# John Mehegan
John Mehegan (* 6. Juni 1920 in Wethersfield (Connecticut); † 3. April 1984 in New Canaan, Connecticut) war ein US-amerikanischer Jazz-Pianist, Dozent und Kritiker.

## Leben und Wirken
John Mehegan begann im Alter von fünf Jahren autodidaktisch mit dem Klavierspiel; später gab ihm seine Mutter Geigenunterricht, er zog jedoch das Piano vor. Um 1940 trat er in Connecticut auf; 1941 zog er nach New York City. 1945 hatte er ein Quartett mit dem Gitarristen Billy Moore, Al Hall, Jimmy Crawford und nahm vier Titel für Savoy auf
 und spielte kurz in der Band von Lionel Hampton („Blowtop Blues“). 1946 wurde zum Leiter der Jazz-Abteilung an der Metropolitan Music School in New York ernannt; 1947 war er auch an der Juilliard School of Music und der Yale University tätig und schrieb daneben Jazz-Kritiken für den New York Herald Tribune und liner notes, wie etwa für das Savoy-Album The Charlie Parker Story.
Die 1950er Jahre waren seine aktivste Periode als Musiker; 1952 wirkte Mehegan an einer Session von Charles Mingus’ Jazz Workshop mit dem Sänger Jackie Paris mit („Paris in Blue“). Für Savoy nahm er auch zwei Alben unter eigenem Namen auf, Reflections im Duo mit Kenny Clarke sowie A Pair of Pianos im Trio mit Eddie Costa und Vinnie Burke. 1954 wirkte er an einer Session mit Chuck Wayne mit.
Eine weitere Session mit Clarke und Mingus vom 30. Januar 1955 wurde auf der Savoy-Anthologie I Just Love Jazz Piano veröffentlicht. Im April 1956 nahm er als Solist sein letztes Album für Savoy auf, ein Standards-Programm mit Titeln wie „Makin’ Whoopee“, „Deep Purple“ und „It Could Happen To You“. 1958 begleitete er noch den Sänger Tony Perkins (On a Rainy Afternoon).
Mehegan trat daneben in New York mehrere Jahre als Solist in der Composer’s Lounge und im Ambassador Grill and Lounge auf; außerdem im River Cafe in Brooklyn und zahlreichen Clubs im Südwesten von Connecticut, wo er mit seiner Familie lebte.
1959 spielte er mit Kenny Dorham ein Album für das Label Request ein und tourte durch Südafrika, wo er mit Hugh Masekela, Kippie Moeketsi und Jonas Gwangwa arbeitete, was ihm Ärger mit den dortigen Apartheid-Regime wegen „Fraternisierung“ einbrachte. 1960 entstanden Mehegans letzte Aufnahmen mit einem Trio; danach arbeitete er vorwiegend als Hochschullehrer und Autor.
Im Rahmen seiner langjährigen Lehrtätigkeit hatte John Mehegan Studenten, zu denen viele später bekannte Jazzmusiker gehören, wie etwa Mike LeDonne, Tad Shull, Larry Willis und Jack Wilkins. Er schrieb u. a. für das Magazin Down Beat, außerdem mehrere Bücher über Jazz, wie die vierbändige Reihe Jazz Improvisation, die sich mit den Grundprinzipien des Jazz auseinandersetzte. 1968 unterrichtete er an der University of Bridgeport, 1974/75 in Yale. Er betätigte sich auch als Komponist für Film und Fernsehen, u. a. für die Verfilmung von Arthur Millers Einakter A Memory of Two Mondays.
Leonard Bernstein widmete ihm eine Klavier-Komposition, die in seiner Sammlung Four Anniversaries von 1948 enthalten ist. Richard Cook und Brian Morton schrieben in ihren stilistischen Anmerkungen zum Schallplattenwerk Mehegans, dass er versuchte, formale Strukturen der Musik Bachs und Händels in sein Spiel einzubeziehen, was eine „uhrwerkartige Rhythmik“ ergab, die jedoch nicht überzeugen konnte. Auch den Standard „I’ll Remember April“ (mit Eddie Costa) interpretierte er in einer Weise, wie ihn Beethoven gespielt haben könnte.

## Veröffentlichungen
- Styles for the Jazz Pianist. New York: Sam Fox, 1957.
- Jazz Improvisation, Vol. 1: Tonal and Rhythmic Principles. New York: Watson-Guptill, 1959. ISBN 0823025713.
- The Jazz Pianist. Studies in the Art and Practise of Jazz Improvisation, Vol. 1–3. New York: Sam Fox, 1960.
- Jazz Preludes. New York: Sam Fox, 1962.
- Jazz Improvisation, Vol. 2: Jazz Rhythm and the Improvised Line. New York: Watson-Guptill, 1962. ISBN 0-8230-2572-1.
- Jazz Improvisation, Vol. 3: Swing and Early Progressive Piano Styles. New York: Watson-Guptill, 1964. ISBN 0-8230-2573-X.
- Jazz Improvisation, Vol. 4: Contemporary Piano Styles. New York: Watson-Guptill, 1965. ISBN 0-8230-2574-8.
- Improvising Jazz Piano. New York/London: Amsco Publ., 1985. ISBN 0-7119-0191-0.

## Diskographische Hinweise
- Chuck Wayne: The Guitar And Quintet Of Chuck Wayne (Savoy, 1954)
- Reflections (Savoy, 1955) Solos und Duos mit Kenny Clarke
- John Mehegan/Eddie Costa Trio: A Pair of Pianos (Savoy, 1955)
- The John Mehegan Trio/Quartet (Savoy, 1955)
- How I Play Jazz Piano (Savoy, 1956)
- Casual Affair (Request/Fresh Sound Records, 1959) mit Kenny Dorham, Chuck Wayne